# Fouquieria
Fouquieria es un género de once especies de plantas del desierto, el único género en la familia Fouquieriaceae.  El género incluye el ocotillo (F. splendens) y el cirio (F. columnaris).  Se destacan por tener tallos suculentos con puntas más delgadas con hojas que sobresalen de estos. No están relacionados con los cactus y no se les asemejan; sus tallos son proporcionalmente más delgados que los de los cactus y sus hojas más grandes.

## Hábitat
Se les encuentra al norte de México y en los estados fronterizos de Arizona, Nuevo México, el sur de California, y partes del suroeste de Texas, presentándose favorablemente en colinas bajas y áridas.

## Taxonomía
El género fue descrito por Carl Sigismund Kunth y publicado en Nova Genera et Species Plantarum (folio ed.) 6: 65. 1823. La especie tipo es: Fouquieria formosa Kunth 1823
Etimología
Fouquieria: nombre genérico que honra al médico francés Pierre Fouquier (1776-1850).

### Especies
- Fouquieria burragei Rose 1911
- Fouquieria columnaris (Kellogg) Kellogg ex Curran 1885
- Fouquieria diguetii (Tiegh.) I. M. Johnst. 1925
- Fouquieria fasciculata Nash 1903
- Fouquieria formosa Kunth 1823
- Fouquieria leonilae Miranda 1961
- Fouquieria macdougalii Nash 1903
- Fouquieria ochoterenae Miranda 1942
- Fouquieria purpusii Brandegee 1909
- Fouquieria shrevei I.M.Johnst. 1939
- Fouquieria splendens Engelm. 1848
  - Fouquieria splendens ssp. breviflora Henrickson 1972
  - Fouquieria splendens ssp. campanulata (Nash) Henrickson 1972
  - Fouquieria splendens ssp. splendens